# スキヤキ!!ロンドンブーツ大作戦
『スキヤキ!!ロンドンブーツ大作戦』（スキヤキ ロンドンブーツだいさくせん）は、テレビ東京系列局ほかで放送されていたバラエティ番組である。テレビ東京と吉本興業の共同製作。全150回。テレビ東京系列局では1998年10月6日から2001年9月25日まで、毎週火曜 22:00 - 22:54 （日本標準時）に放送。

## 概要
ロンドンブーツ1号2号の冠番組の1つ。最初の数回は田村淳と田村亮がロケに出て様々な物事に挑戦するという内容だったが、彼らが得意とする素人・新人弄りの内容に変更された。新コーナー開始時には必ずと言っていいほど石田純一がゲスト出演していた。
当初はBARZHOUSE（現・BeingGIZA）が筆頭スポンサーで（提供クレジットの表示無し）、エンディングテーマも主にBeing系アーティストの曲が使われていた。1999年3月に一部のテレビ月刊誌において番組が3月末をもって打ち切られると報じられ、ネット局のTVQ九州放送公式サイトの同年4月の番組表にも火曜22:00枠の箇所に「新企画」と記されていたが、実際には番組は終わらずにエイベックスが筆頭スポンサーに付いた上で続いた。これにより、この年に行われたエイベックス主催オーディション「avex dream 2000」の密着情報も報じるようになり、オープニングテーマとエンディングテーマもエイベックスの曲に変更。タイトルロゴも一新され、オープニングの提供コメントもリニューアルからしばらくして廃止された。また、このオーディションのグランプリ受賞者同士が結成したdreamもしばらくの間コーナー出演していた。この放送形態は、後継番組『倫敦音楽館 Lon-mu』へ移行した後も続いていた。
この番組からアイドルユニットのキーヤキッス（キーヤキッスぱにっく）が誕生した。

## コーナー

### ヤミスキ
- 番組のメインコーナー
- 表面上は「本当は注意してあげたい事」や「本当は不満に思っている事」、また「機会があるなら謝りたい事」などを告白し合うコーナー。
  - 実際はロンブーやゲストの煽りによって、暴露合戦による喧嘩・内輪揉めを起こし、それを楽しむことが主な目的である。
- 毎回、女性5人(末期は4人)の女性が登場(新人タレント、新人女優、新人アイドル、モデル、イベントコンパニオン、キャンギャル、ネットアイドル、お水、ニューハーフ、キャットファイト、女子大生、KOMATI、5代目、7代目ミニスカポリスなど)
  - 特別編として、多少知名度のある女性タレント5人によるヤミスキ「芸能人ヤミスキ」[2]や、ロンブー＆ココリコによる男性版も行った事がある。
- 表向きは仲の良い5人に対して、質問をぶつける。質問は全て、5人の中から見た目や男性関係等で最悪な者は誰かを無記名投票する問題を出題していく。
  - ゲストは、5人の中で最多得票を得そうな人を1人予想。全問予想が的中すれば賞品獲得。
- 予想が終わったら、5人には見えない様に一票ずつ開票（開票の声も聞えない様に、大音量で音楽が流されているヘッドホンを着けて遮断させている）
  - 開票して、淳が気になった解答や関係性は本人に尋問していき、その時の受け答えから喧嘩・内輪揉めが発生するケースが毎回起きていた。
- 各問題、最多得票を得た人（同数を含む）は、鎖に繋がれた左手が引っ張られ、強制的に手を挙げさせられる。
  - 末期は、最多得票者は、手を挙げる代わりに目の前にある送風機から強風が流れ、顔が崩された（一時期は、先に開票→発表の後に尋問をしていたが、後に元の開票→尋問→発表に戻った）
- 5問（ヤミスキリニューアル後は4問→スキヤキ危機一髪のコーナースタートしてからは3問)出題して、最終的に得票の合計が最も多かった人が、その週の「ヤミスキクイーン」となる（同点で2人以上いた場合、対象者以外で決選投票を行って、その結果でヤミスキクイーンを決定）
- ヤミスキクイーンは、他のメンバーの暴露を許すか、許さないか選択。そして、グアム旅行を賭けた「運命の選択」という2択ゲームに挑戦
- 2つのボックスのうちどちらかを選択。先程許した場合（「お友達コース」）は5人一緒にどちらか選択し、許さなかった場合（「お別れコース」）はヤミスキクイーンと残りの4人が別々の選択をする。ボックスの上から紙吹雪が落ちてきたらグアム旅行獲得、ホワイトパウダー（粉）が落ちてきたら外れ。
  - 末期は、ヤミスキクイーン決定の時点で、罰ゲームとしてクイーンの頭上へホワイトパウダーが落下。運命の選択もボックス2択から、「ヤ」「ミ」「ス」「キ」の4つの箱の中からグアム旅行の目録が入っている箱を選ぶゲームに変わった。
- ヤミスキに出演したことのある女性によると、番組スタッフから、女の子同士でヤラセの喧嘩をするように命じられたそうである[要出典]。
- 歴代のヤミスキクイーンには田中真子、南うらら(共にミニスカポリス)、園田真夕、山口五和(PASSION)、磯辺りえ(Hipp's)、真崎麻衣、海野あかり、山田まりや、大原かおり、くるすゆみ、岡部玲子(芸能人スペシャル)、鈴木まりえ、添田めぐみ、幸田磨衣子、当時のHappie専属モデル(4人登場し4人全員がヤミスキクイーンになった)がいる。

### ナルフェスタ→スーパーナルフェスタ
- ヤミスキとは逆に、かっこいい男性出場者3人が知力を競うコーナー。
  - 当初は夏季限定企画だったが、好評により、改題をして秋季も放送されていた。
- 問題が出題された後、分かった人は目の前にあるマイクを奪取。マイクを奪った人が答えて、正解なら相手全員が、不正解なら自身が、1枚服を脱ぐ。
- 脱ぐ服が無くなったら失格。最後まで残った1名が優勝で、ヤミスキ同様にグアム旅行を賭けた運命の選択に挑戦。
- 筒がぶら下がっている2つのボックスにどちらかを選択。選んだボックスに入って筒を被り、紙吹雪が落ちてきたらグアム旅行獲得、ウナギが落ちてきたら外れ。

### その他のコーナー
BACK-CHICK 身内の告白
1999年4月 - 6月放送。ゲストで登場した芸能人の関係者（マネージャーや親しいタレントなど）がその人物の素顔を暴露するコーナー。
スター自分積分
2001年1月 - 4月放送。街行く人々から見たゲストタレントの印象を、ゲスト自身が答えるクイズコーナー。1分以内にベスト5をすべて正解すると賞品が獲得できた。途中からは「スター自分積分BLACK」となり、その人の悪いイメージを答えるルールに変わった。
スキヤキ危機一発
亮と淳がそれぞれゲストとチームを組んでの対抗戦形式で行っていたゲーム。6人いる人物の中から特徴のある1人（例：バスガイド、20kgのダイエットに成功した女性など）を選ばないようにするルールで、選んでしまうと自身に背負わされている風船が破裂する。なお、全員選ばなかった場合、自動的に後攻チームの負けになる。
ノット・ワン・ハンドレッド(not one hundred/not 100)

## スタッフ
- 企画：白岩久弥（ワイズビジョン）
- 演出：西田二郎（ワイズビジョン）
- ディレクター：西田治朋、菊井徳明、秋葉裕二、八代夏紀、高橋純、並木慶
- 構成：山名宏和、榊暁彦、川野将一、吉井美奈子
- 技術プロデュース：長瀧淳子
- CAM：横山政照
- VE：宮本学
- AUD：森田篤
- 照明：藤井梅雄
- 編集：鈴木哲也、中西雅照、北崎太郎、宮村浩高、和田光宣
- MA：山際卓郎、若生正和
- 音効：磯川浩己
- 美術プロデュース：永田勝明→松沢由之
- デザイン：別所晃吉
- 美術進行：横山勇
- スタイリスト：渡辺浩司
- ヘアメイク：市裏美香、山田香、Shin、アージェ
- 美術協力：フジアール
- 技術協力：ニユーテレス、読売スタジオ、神宮前スタジオ、一口坂スタジオ、CRAZY TV、BAY SIDE STUDIO、FLT、ウッドオフィス、サウンドエフェクト、エイデック、コスモ・スペース
- スタッフ協力：Hi-Moon
- 協力：エイベックス株式会社新人開発育成部 大塚賢二
- 広報：佐伯真美（テレビ東京）
- AP：福島雅弘（吉本興業）、古賀卓（ワイズビジョン）
- デスク：川畑さとみ（ワイズビジョン）、北詰由賀（ワイズビジョン）
- プロデューサー：渡辺哲也（電通）、岡本昭彦（吉本興業）、武野一起（ワイズビジョン）
- シニアプロデューサー：橋山厚志（テレビ東京）
- 制作協力：ニューキッズ・イン・よしもと、ワイズビジョン
- 製作：テレビ東京、吉本興業

## 放送局
| 放送対象地域   | 放送局             | 系列           | 放送日時                                                                 | 備考                                                                                   |
| -------------- | ------------------ | -------------- | ------------------------------------------------------------------------ | -------------------------------------------------------------------------------------- |
| 関東広域圏     | テレビ東京         | テレビ東京系列 | 火曜 22:00 - 22:54                                                       | 製作局                                                                                 |
| 北海道         | テレビ北海道       | テレビ東京系列 | 火曜 22:00 - 22:54                                                       | 同時ネット                                                                             |
| 愛知県         | テレビ愛知         | テレビ東京系列 | 火曜 22:00 - 22:54                                                       | 同時ネット                                                                             |
| 大阪府         | テレビ大阪         | テレビ東京系列 | 火曜 22:00 - 22:54                                                       | 同時ネット                                                                             |
| 岡山県・香川県 | テレビせとうち     | テレビ東京系列 | 火曜 22:00 - 22:54                                                       | 同時ネット                                                                             |
| 福岡県         | TVQ九州放送        | テレビ東京系列 | 火曜 22:00 - 22:54                                                       | 同時ネット                                                                             |
| 岐阜県         | 岐阜放送           | 独立UHF局      | 火曜 22:00 - 22:54                                                       | 7日遅れ                                                                                |
| 和歌山県       | テレビ和歌山       | 独立UHF局      | 火曜 22:00 - 22:54                                                       | 同時ネット                                                                             |
| 福島県         | 福島中央テレビ     | 日本テレビ系列 |                                                                          | 遅れネット                                                                             |
| 新潟県         | テレビ新潟         | 日本テレビ系列 | 金曜 1:40 - 2:35 （2000年頃） 木曜 25:50 - 26:45 （2001年頃）            | 遅れネット                                                                             |
| 長野県         | テレビ信州         | 日本テレビ系列 |                                                                          | 遅れネット                                                                             |
| 静岡県         | 静岡第一テレビ     | 日本テレビ系列 | 金曜 1:20 - 2:15 （2001年頃）                                            | 遅れネット                                                                             |
| 富山県         | 北日本放送         | 日本テレビ系列 | 水曜 0:50 - 1:45 （2000年 - 2001年頃）                                   | 遅れネット                                                                             |
| 石川県         | テレビ金沢         | 日本テレビ系列 | 土曜 1:20 - 2:15 （2000年頃） 土曜 1:50 - 2:50 （2001年頃）              | 遅れネット                                                                             |
| 岩手県         | IBC岩手放送        | TBS系列        |                                                                          | 遅れネット 1999年3月打ち切り                                                           |
| 岩手県         | 岩手めんこいテレビ | フジテレビ系列 | 土曜1時台（2000年 - 2001年頃）                                           | 遅れネット 2000年4月放送開始                                                           |
| 高知県         | テレビ高知         | TBS系列        | 土曜1時台（2000年頃）                                                    | 遅れネット 1998年12月放送開始、1999年3月打ち切り 1999年12月放送再開、2000年3月打ち切り |
| 熊本県         | 熊本放送           | TBS系列        | 水曜 0:50 - 1:20 （1999年頃） 水曜 0:50 - 1:45 （2000年頃 - 2001年10月） | 遅れネット 当初は30分バージョンを放送                                                  |
| 大分県         | 大分放送           | TBS系列        |                                                                          | 遅れネット 1999年10月放送開始                                                          |
| 沖縄県         | 琉球放送           | TBS系列        |                                                                          | 遅れネット 1999年4月放送開始                                                           |
| 福井県         | 福井テレビ         | フジテレビ系列 |                                                                          | 遅れネット                                                                             |
| 島根県・鳥取県 | 山陰中央テレビ     | フジテレビ系列 | 月曜1時台（2001年頃）                                                    | 遅れネット 2000年1月放送開始、2001年3月打ち切り                                        |
| 佐賀県         | サガテレビ         | フジテレビ系列 |                                                                          | 遅れネット 1999年1月放送開始、同年3月打ち切り                                          |
| 長崎県         | テレビ長崎         | フジテレビ系列 |                                                                          | 遅れネット 2000年10月放送開始                                                          |
| 鹿児島県       | 鹿児島テレビ       | フジテレビ系列 | 木曜 0:40 - 1:35 （2000年頃）                                            | 遅れネット 1999年放送開始、2000年打ち切り？                                            |
| 宮城県         | 東日本放送         | テレビ朝日系列 |                                                                          | 遅れネット 2001年3月打ち切り                                                           |
| 山形県         | 山形テレビ         | テレビ朝日系列 |                                                                          | 遅れネット                                                                             |
| 広島県         | 広島ホームテレビ   | テレビ朝日系列 |                                                                          | 遅れネット                                                                             |
| 愛媛県         | 愛媛朝日テレビ     | テレビ朝日系列 |                                                                          | 遅れネット                                                                             |